# 今村直樹
今村 直樹（いまむら なおき、1973年7月9日 - ）は、日本の男性声優、ナレーター。埼玉県出身。青二プロダクション所属。

## 来歴
青二塾東京校14期生。劇団ぽるかどっとに所属していた。

## 人物
方言は三河弁、茨城弁。
多数のアニメ、ゲーム、ドラマに出演している。
趣味は音楽・映画・演劇鑑賞、パソコン、パチンコ。
資格・免許は普通自動車免許、日商簿記検定2級。

## 出演
太字はメインキャラクター。

### テレビアニメ
1997年
- 中華一番!（村人B、観客A）

1998年
- 頭文字D
- 星方武侠アウトロースター（警備兵、ニコライ）
- ドクタースランプ（警察犬ロボ）
- 忍たま乱太郎（パパの使い、見張りA、男A、客、宅配便屋、ドクタケ忍者）
- まもって守護月天!（軍南門）
- 遊☆戯☆王（隊員 他）
- ロードス島戦記-英雄騎士伝-（シャダム）

1999年
- 神風怪盗ジャンヌ（ひったくり犯人）
- カードキャプターさくら（阿部勝也）
- 金田一少年の事件簿（司会者、フロント・マネージャー）
- 神八剣伝（ミード指揮官、エンビ、サク）
- 週刊ストーリーランド（キャスター、重役）
- ちびまる子ちゃん（1999年 - 2003年、ひろあきのお父さん〈2代目〉、文房具屋、移動図書館のおじさん、おまわりさん）
- 星方天使エンジェルリンクス（リーダー）
- BLUE GENDER（ゲーニッヒ）
- ONE PIECE（1999年 - 2010年、海賊、海賊C、町の人、グローブ中佐、賞金稼ぎ）

2000年
- アルジェントソーマ（管制員B）
- 勝負師伝説 哲也（闇市の親父、男1）
- ファーブル先生は名探偵（警官2、警官、男）
- マシュランボー（神官、水牛戦士、村人B）

2001年
- 仰天人間バトシーラー（ツチグモン）
- スクライド（犯罪者A、医療スタッフ、高官、部下、観客、村人、男）
- テイルズ オブ エターニア THE ANIMATION（漁師2、民兵B、男B）
- 魔法戦士リウイ（武器屋店主）
- 無敵王トライゼノン（幹部B）
- RAVE（店主、DC）

2002年
- Witch Hunter ROBIN（コルネリ、技官）
- Kanon（第1作）（教師、医師）
- 釣りバカ日誌（2002年 - 2003年、三宅秘書、シバタ、警備員、社長B）
- 天使な小生意気（流坂、柿沢、不良 他）

2003年
- クラッシュギアNitro（警備員）
- 出撃!マシンロボレスキュー（消防団員、高田工場長）
- ソニックX（2003年 - 2004年、Sチーム、技師長、諜報局長、タナカ、キングブーブ、諜報部長官、E-102〈ガンマ〉）
- FIRESTORM（フリーゲート艦艦長、ジェス、ナレーション、デュバリエ、国連長官）
- 名探偵コナン（2003年 - 2021年、刑事、バスの運転手、清水真孝、沼尾伸吾、野中健司、甲本高士 他）

2004年
- エリア88（大和航空重役）
- 陰陽大戦記（大火のムミョウ）
- 機動戦士ガンダムSEED DESTINY（タカオ・シュライバー、基地司令）
- とんとんみーの冒険（自転車）
- ボボボーボ・ボーボボ（ロボ山田の顔）
- ゆめりあ（黒服）
- リングにかけろ1（鬼島）

2005年
- エンジェル・ハート（2005年 - 2006年、監視員A、側近、チンピラA、店長、青龍部隊、オペレーターA、教官A、部下A、ヤクザC、教官、男性客、組員、組員A、サラリーマン、護衛、記者A、囚人、コーディネーター）
- ガン×ソード（メンバーA、客、ボディガード、船員、スタッフ、スタッフB、警備スタッフ）
- SPEED GRAPHER（デヴィッド）
- ブラック・ジャック（2005年 - 2006年、刑事、新郎、柔道部員、機長、不良1、救命士）
- 冒険王ビィト（ゴラン）

2006年
- 怪 〜ayakashi〜 天守物語（山隅九平）
- コードギアス 反逆のルルーシュ（若者）
- リングにかけろ1 日米決戦編（モンスター・ジェイル）

2007年
- ゲゲゲの鬼太郎（第5作）（奥多摩霊園の駅長、プロデューサー）
- シャイニング・ティアーズ・クロス・ウィンド（ライヒ）
- 電脳コイル（監査官）
- MOONLIGHT MILE 1stシーズン -Lift off-（トム、作業員B）
- MOONLIGHT MILE 2ndシーズン -Touch down-（石光彬、トム）
- レ・ミゼラブル 少女コゼット（警察官、門番 他）

2008年
- カイバ
- 黒塚 KUROZUKA（組長、店主）
- ゴルゴ13（トニー）
- はたらキッズ マイハム組（どぶねずみ団ボス）

2009年
- 戦場のヴァルキュリア（貴族A）

2010年
- SDガンダム三国伝 Brave Battle Warriors（黄蓋グフ）
- バトルスピリッツ 少年激覇ダン（空母艦長）

2011年
- 神様ドォルズ（枸雅泰之）

2012年
- 機動戦士ガンダムAGE（校長）

2014年
- 暴れん坊力士!!松太郎（東の審判）

2015年
- 電波教師（運転手、おっちゃん）

2016年
- タイガーマスクW（2016年 - 2017年、タマ・トンガ）
- パズドラクロス（マイヤー）

### 劇場アニメ
1999年
- ドクタースランプ アラレのびっくりバーン（衛兵）

2002年
- キン肉マンII世 マッスル人参争奪! 超人大戦争（残虐超人）

2004年
- クレヨンしんちゃん 嵐を呼ぶ!夕陽のカスカベボーイズ（保安隊）
- スチームボーイ

2005年
- 機動戦士Ζガンダム A New Translation -星を継ぐ者-（アレキサンドリア・キャプテン）

2006年
- ディープ・イマジネーション 創造する遺伝子たち 彼岸

2016年
- なぜ生きる 蓮如上人と吉崎炎上（無法者）

### OVA
1999年
- 湘南爆走族（佐々木巡査）

2000年
- Blue Gender（ゲーニッヒ）
- 伝心 まもって守護月天!（配達員）

2002年
- 聖闘士星矢 冥王ハーデス十二宮編（アルゲティ）

2004年
- サクラ大戦 ル・ヌーヴォー・巴里（黒服1）
- 土方歳三 白の軌跡（土方歳三）

2005年
- GUNDAM EVOLVE../11 RB-79 BALL（通信音声）
- 名探偵コナン 標的は小五郎!! 少年探偵団マル秘調査（男）

2006年
- 機動戦士ガンダム MS IGLOO -黙示録0079-（ゼン・ワーテルロー少尉）
- 機動戦士ガンダムSEED C.E.73 STARGAZER（ロヨラ）
- ソルヴェイグ帝國（茜譲流）

2007年
- サクラ大戦 ニューヨーク・紐育（ハワード・カーター）

2008年
- 機動戦士ガンダム MS IGLOO 2 重力戦線（ザクパイロット）
- 聖闘士星矢 冥王ハーデスエリシオン編（蛮）

### Webアニメ
- ブラック・ジャック（2001年、郵便屋、男の先生）

### ゲーム
1997年
- メルティランサーRe-inforce（犯罪者A）
- ラングリッサーIV（宰相）

1998年
- デストレーガ（兵士）
- ボンバーマン
- メタルギアソリッド（ゲノム兵B）

1999年
- グローランサー（ウェーバー）
- 奏（騒）楽都市OSAKA（平野一蔵）
- 御神楽少女探偵団（小野寺守衛）

2000年
- 北斗の拳 激打2 〜タイピング覇王〜（ハート）
- 北斗の拳 世紀末救世主伝説（フウガ、デビル）
- ゲイルガンナー（ジュードー、アントニオ）

2001年
- 逮捕しちゃうぞ（四課子分）
- メタルギアソリッド2（ジョニー・佐々木）

2002年
- テイルズ オブ ファンダム Vol.1（クレイトン）
- やきとり娘〜スゴ腕繁盛記〜（伍次郎）

2003年
- ゆめりあ（黒服）

2004年
- ぐるみん（ラッシー、ロッキー）
- 桜坂消防隊（緒方駿作）
- シャイニング・ティアーズ（ビャッコ、バラーハ）
- マグナカルタ（巫者）
- メタルギアソリッド3（ジョニー、敵兵）

2005年
- 必殺裏稼業（浪人）
- ソウルキャリバーIII（カスタムキャラクター・青年2）
- メタルギアアシッド2（ゴラブ）
- ロックマンゼロ4（ヒート・ゲンブレム）

2006年
- 機動戦士ガンダム クライマックスU.C.（エゥーゴ兵A、ティターンズ士官B、F91連邦士官B）
- 機動戦士ガンダム スピリッツオブジオン（アルファ・A・ベイト）
- 機動戦士ガンダム Target in Sight（連邦軍司令官）
- 真・三國無双Online（エディット音声〈忠順〉）
- スパルタン 〜古代ギリシャ英雄伝〜（レオニダス）
- ドラゴンボールZ Sparking!NEO（キュイ、フリーザ軍兵士1）
- メタルギアソリッド ポータブル・オプス（政府高官）

2007年
- SDガンダム GGENERATION（2007年 - 2025年、イーサン・ライヤー、アルファ・A・ベイト、ガディ・キンゼー） - 7作品
- 機動戦士ガンダム MS戦線0079（兵士）
- シャイニング・ウィンド（ライヒ）
- ドラゴンボールZ Sparking!METEOR（キュイ、フリーザ軍兵士1）
- ドラゴンボールZ 遥かなる悟空伝説（キュイ）
- バトルファンタジア（デスブリンガー）
- BLADESTORM 百年戦争（ヨシマサ）
- メタルギアソリッド ポータブル・オプス+（ジョニー、政府高官）

2008年
- ヴァンテージマスターポータブル（キド・カーン）
- 機動戦士ガンダム ギレンの野望 アクシズの脅威（ガディ・キンゼー）
- スーパーロボット大戦Z（ガディ・キンゼー）
- メタルギアソリッド4（ゲノム兵）

2009年
- 龍が如く3

2010年
- Another Century's Episode:R
- シャイニング・ハーツ（ゲルド・ドラクレア）
- ドラゴンボール タッグバーサス（フリーザ軍兵士）

2014年
- 魁!!男塾 〜日本よ、これが男である!〜（影慶、飛行帽）

2015年
- BLADESTORM 百年戦争&ナイトメア（ヨシマサ）

2016年
- テイルズ オブ ベルセリア（ランスロット・キャスパリーグ）

2017年
- スーパーロボット大戦V（ネオ・ジオン艦長）

2018年
- スーパーロボット大戦X

2019年
- スーパーロボット大戦T（ネオ・ジオン艦長）

2022年
- 機動戦士ガンダム アーセナルベース（アルファ・A・ベイト）
- 機動戦士ガンダム U.C. ENGAGE（アルファ・A・ベイト）

### ドラマCD
- E'S（街の男1、露天商の男）
- 王都妖奇譚〜化石の海〜（役人）
- 王都妖奇譚〜妖星〜（牛頭鬼）
- 彼方から（近衛兵）
- 火宵の月 サウンド・ストーリー（町の男2）
- GUILTY GEAR XX ドラマCD ナイト・オブ・ナイブズ Vol.3（チャーリー）
- クラッシャーズ Knight&Ran（町の人々A）
- テイルズリング アーカイブ EPIC ONE〜英雄の帰還〜（オリジン）
- テイルズ オブ エターニア LEVEL.4（オリジン）
- テイルズ オブ リバース Vol.2 聖なる力を求めて（アグリ）
- テイルズ オブ リバース Vol.3 憎しみの連鎖（アグリ）
- テイルズ オブ デスティニー（グスタフ・ドライデン）
- テイルズ オブ ファンタジア なりきりダンジョン -月の章-（ベラスコ）
- 私立さくら学園3〜春、それは出会いの季節〜（聖夜）
- 星方武侠アウトロースター（警備兵）
- 卒業M 遠き旅立ち（野党3）
- ふしぎ工房症候群 ひとりぼっちの誕生日（部長）
- 封神演義 CDドラマコレクション（馬元）
- まもって守護月天!（村人）
- 女神異聞録ペルソナ Vol.1（武多）
- 夜ごと蜜は滴りて（仙崎兵吾）
- ロードス島戦記（シャダム）

### ラジオドラマ
- 青山二丁目劇場
  - 宇宙人VS内閣総理大臣（カルロス・ジョージ）
  - 紙入れ（甚兵衛）
  - 内藤新宿物語（岡っ引き）
  - サイボーグ009 〜誕生編〜 前編（学者B）　
  - サイボーグ009 〜誕生編〜 後編（科学者B）
  - 三国想話（曹操）
  - 課長の毛の下には希望が埋まっている（丸橋）
  - 勇者御一行様（2023年）
  - 大人になったら（2024年）
- 流星倶楽部（大友雅夫 他）
- 花の慶次（荒井願鬼坊）

### 吹き替え

#### 映画
- ヴァン・ダム IN コヨーテ
- グラン・トリノ
- サハラ 死の砂漠を脱出せよ（イマーム、水兵、兵士、守衛）
- THE THING ザ・シング（リック・ベイリー〈グレッグ・キーン〉）
- DRAGONBALL EVOLUTION
- ひかりのまち[9]

#### ドラマ
- ハイ・インシデント/警察ファイルJ #12

#### アニメ
- スーパーマン（カント）

### 特撮
2001年
- 百獣戦隊ガオレンジャー（猛獣使いオルグの声）

2002年
- 忍風戦隊ハリケンジャー（メタル忍者テッコツメーバの声）

2006年
- 超忍者隊イナズマ!（ムシゴンの声）

2008年
- 炎神戦隊ゴーオンジャー（ボーリングバンキの声）

2012年
- 仮面ライダー×スーパー戦隊 スーパーヒーロー大戦（クウガの声、ドウコクの声 他）

2013年
- 特命戦隊ゴーバスターズ（クワガタロイドの声）

### テレビドラマ
- 恋するおしゃれデブ（2005年、フジテレビ）
- 奇跡の動物園〜旭山動物園物語〜（2006年、フジテレビ）
- コード・ブルー -ドクターヘリ緊急救命- 第1話（2017年7月17日、フジテレビ）
- 土曜ワイド劇場 医療捜査官 財前一二三 第6作（2019年2月16日、フジテレビ）

### ボイスオーバー
- NHKスペシャル 未解決事件 file.01「グリコ・森永事件」（NHK、犯人の声）
- 奇跡体験!アンビリバボー（フジテレビ）
- THE世界遺産（TBSテレビ）
- 歴史秘話ヒストリア（NHK総合テレビジョン） - 伊達政宗 他 武将の声
- スーパーモーニング（テレビ朝日）
- 世界の果てまでイッテQ!（日本テレビ）
- BS世界のドキュメンタリー（NHk-BS1）
- 日立 世界・ふしぎ発見!（TBSテレビ）
- テレコンワールド（テレビ東京）
- ペケ×ポン（フジテレビ）
- コズミックフロント（NHK BSプレミアム）
- 日本のチカラ（テレビ朝日）

### ナレーション
- アカデミーナイト（TBS）
- THEカラオケ★バトル（テレビ東京）
- ジモン・渡部のこれが絶景肉料理だ（フジテレビ）
  - ジモン・渡部のこれが絶景肉料理だ!2017（2017年3月21日）
- そんなコト考えた事なかったクイズ!トリニクって何の肉!?（朝日放送制作・テレビ朝日）
- びっくり法律旅行社（NHK）
- 総力報道! THE NEWS（TBS）
- ビートたけしのTVタックル（テレビ朝日） - 郷里大輔の後任
- ホームドラマチャンネル
- チャンネルα 突撃!隣の部族の晩ごはん（フジテレビ）

### 舞台
- 劇団大富豪第8回公演「wakasagi（ワカサギ）」（2012年3月1日 - 4日、東京 笹塚ファクトリー）

### その他のコンテンツ
- CR魔神英雄伝ワタル（ドン・ゴロ）
- FNS地球特捜隊ダイバスター（マルさん）
- 機動戦士ガンダム0079カードビルダー（アルファ・A・ベイト、イーサン・ライヤー）
- 東京ディズニーランド
  - 白雪姫と七人のこびと（カメ）

### シリーズ一覧
1. ↑  『SPIRITS』（2007年）、『WARS』（2009年）、『WORLD』『3D』（2011年）、『OVER WORLD』（2012年）、『GENESIS』（2016年）、『ETERNAL』（2025年）